# Бедрышев, Михаил Александрович
Михаил Александрович Бедрышев (8 ноября 1919, д. Чулково, Ивановская область — 6 марта 1974, г. Семикаракорск, Ростовская область) — Герой Советского Союза, стрелок 1140-го стрелкового полка (340-я стрелковая дивизия, 38-я армия, Воронежский фронт), рядовой.

## Биография
Родился 8 ноября 1919 года в деревне Чулково, ныне Комсомольского района Ивановской области, в семье крестьянина. Русский.
Окончил неполную среднюю школу. Работал токарем на торфопредприятии Марково-Сборное.
В Красную Армию призван в 1938 году и направлен в прожекторный полк дивизии противовоздушной обороны города Киева. Участник Великой Отечественной войны с первых дней. Попал в окружение, партизанил. Только летом 1943 года с группой вышел на соединение с наступающими советскими войсками. С этого времени Михаил Бедрышев — командир пулеметного расчета 1140-го стрелкового полка.
В ночь на 1 октября 1943 года в группе из 12 добровольцев на подручных средствах переправился через реку Днепр в районе села Борки (Вышгородский район Киевской области). Утром группа отбила несколько контратак противника. Бедрышев заменил выбывшего из строя командира группы. В течение дня, отражая натиск превосходящих сил врага, группа удержала плацдарм.
Указом Президиума Верховного Совета СССР «О присвоении звания Героя Советского Союза генералам, офицерскому, сержантскому и рядовому составу Красной Армии» от 10 января 1944 года за «образцовое выполнение боевых заданий командования на фронте борьбы с немецко-фашистскими захватчиками и проявленные при этом отвагу и геройство» удостоен звания Героя Советского Союза с вручением ордена Ленина и медали «Золотая Звезда» (№ 2484).
В 1945 году окончил военное автомобильное училище и служил в армии до 1956 года. После увольнения в запас жил в городе Семикаракорск Ростовской области. Работал механиком автобазы.
Умер 6 марта 1974 года.

## Награды
- Награждён орденами Ленина, Красной Звезды, медалями.

## Память
- Его именем названа улица в городе Семикаракорск.
- Его имя увековечено на мемориале в городе Комсомольске Ивановской области.